# الاغتصاب في الولايات المتحدة

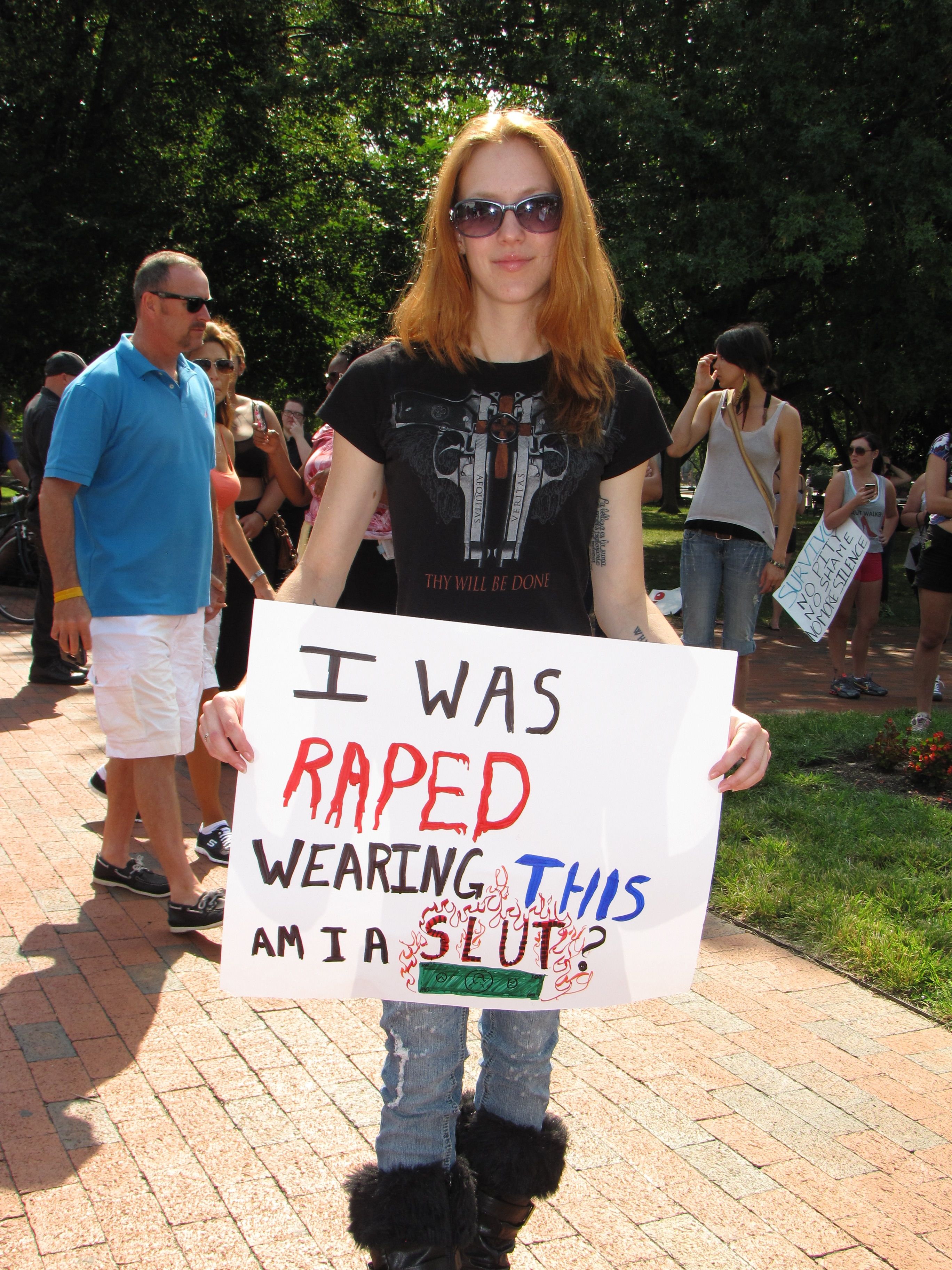
" جسد الشخص هو ملكه فقط "

تعرف وزارة العدل في الولايات المتحدة الاغتصاب بأنه «اختراق أي عضو أو شيء للمهبل أو الشرج مهما كان الاختراق طفيفًا، أو اختراق عضو جنسي لفم شخص آخر، دون موافقة الضحية». وفي حين تختلف تعاريف ومصطلحات الاغتصاب باختلاف الولاية القضائية في الولايات المتحدة، فقد نقح مكتب التحقيقات الفيدرالي تعريفه لإلغاء الشرط الذي يقضي بأن جريمة الاغتصاب تتضمن عنصرًا من عناصر الإجبار أو الفرض بالقوة.
وجدت دراسة أُجريَت سنة 2013 أن عدد حالات الاغتصاب المُبلغ عنها أقل من العدد الفعلي بكثير. وأشارت دراسة أجريت سنة 2014 إلى أن أقسام الشرطة قد تُزيل أو تقلل عدد حالات الاغتصاب من السجلات الرسمية بهدف «خلق وهم نجاح الشرطة في مكافحة جرائم العنف». وخلال عام 2013، كان معدل تفشي الاعتداءات السنوي لجميع الاعتداءات الجنسية من بينها الاغتصاب يبلغ 1.0%، يمثل معدل التفشي السنوي عدد الضحايا كل عام، وليس عدد الاعتداءات، إذ إن بعضهم يقعون ضحية أكثر من مرة خلال الفترة المشمولة بالتقرير. وشملت الدراسة الاستقصائية الذكور والإناث الذين تزيد أعمارهم على 12 عامًا. ولما كان الاغتصاب يشكل مجموعةً فرعية من الاعتداءات الجنسية، فإن انتشار الاغتصاب أقل من مجموع هذه الاعتداءات الباقية. أوضحت تقارير صادرة عن مكتب إحصاءات العدل أن 34.8% من هذه الاعتداءات قد أُبلغَت الشرطة بها، بعد أن كانت النسبة تبلغ 29.3% سنة 2004.

## التعريف
في الولايات المتحدة، وعلى المستوى الفيدرالي، تُستخدَم تعريفات تقريرِ الجرائم الموحد التابع لمكتب التحقيقات الفيدرالي عند جمع إحصاءات الجرائم الوطنية من الولايات في مختلف أنحاء الولايات المتحدة. تغير تعريف الاغتصاب الخاص بتقريرِ الجرائم الموحد في يناير 2013 لإزالة شرط استخدام القوة ضد أنثى ولإدراج نطاق أوسع من أنواع الاختراق. وينص التعريف الجديد للاغتصاب على ما يلي:
«اختراق أي عضو أو شيء للمهبل أو الشرج مهما كان الاختراق طفيفًا، أو اختراق عضو جنسي لفم شخص آخر، دون موافقة الضحية». 
مدة ثمانين عامًا قبل تغيير 2013، كان تعريف تقريرِ الجرائم الموحد عن الاغتصاب كالآتي: «إقامة علاقة جسدية مع أنثى بالقوة وضد إرادتها»
على صعيد الولايات، لا يوجد تعريف قانوني موحد للاغتصاب، بل إن كل ولاية لديها قوانينها الخاصة. وقد تختلف هذه التعاريف إلى حد بعيد، لكن العديد منها لم تعد تستخدم مصطلح الاغتصاب، بل تستخدم بدلًا من ذلك مصطلحات الاعتداء الجنسي والسلوك الجنسي الإجرامي والعنف الجنسي والضرب الجنسي.
يوجد تعريف قانوني واحد يستخدمه الجيش الأمريكي، وهو موجود في قانون الولايات المتحدة الموحد للعدالة العسكرية ويعرف الاغتصاب كالتالي:
يخضع أي شخصٍ لهذا البند إذا ارتكب اعتداءً جنسيًا بحق شخص آخر بواسطة:
- استخدام القوة غير المشروعة ضد الشخص الآخر.
- استخدام القوة التي تسبب/قد تسبب وفاة أي شخص أو يحتمل أن تلحق ضررًا جسديًا جسيمًا به.
- التهديد أو وضع الشخص في حالة خوف من تعرضه للموت أو الأذى الجسدي الخطير أو الاختطاف.
- جعل الشخص الآخر غير واع أولًا.
- إعطاء الشخص عقار أو مخدر أو أي مادة أخرى مشابهة بالقوة أو بالتهديد أو دون علم الشخص أو موافقته، ما يُضعف قدرة هذا الشخص على اتخاذ القرارات الصائبة وتقييم السلوك والسيطرة على نفسه وعلى الموقف إلى حد بعيد، وفي هذه الحالة يكون المعتدي مذنبًا بالاغتصاب ويُعاقَب بموجب ما يتخذه القاضي العسكري من قرارات.[7]

## الإحصاءات والبيانات

### انتشار حوادث الاغتصاب وعددها
تبلغ نسبة انتشار حوادث الاغتصاب بين النساء في الولايات المتحدة -نسبة النساء اللائي تعرضن للاغتصاب مرة واحدة على الأقل في حياتهن حتى الآن- ما يتراوح بين 15 و20% وفقًا لدراسات مختلفة، الدراسة الاستقصائية الوطنية للعنف ضد المرأة، عام 1995، وجدت أن نسبة انتشار الحوادث تبلغ 17.6%، توصلت دراسة وطنية أجرتها وزارة العدل سنة 2007 عن الاغتصاب إلى نسبة انتشار تبلغ 18%. ووفقًا لتقرير صادر في مارس 2013 عن مكتب إحصاءات العدل في وزارة العدل الأميركية، فإن المعدل السنوي المقدر للاغتصاب أو الاعتداء الجنسي على الإناث انخفض بنسبة 58%، إذ انخفض المعدل من خمس ضحايا لكل ألف أنثى بعمر 12 عامًا فأكثر إلى 2.1 ضحية لكل ألف أنثى. وانخفض معدل الاعتداءات على الشابات اللائي تتراوح أعمارهن بين 12 و17 سنة من 11.3 في الألف في الفترة 1994-1998، إلى 4.1 في الألف في الفترة 2005-2010، وانخفضت الاعتداءات على النساء بعمر 18-34 سنة خلال نفس الفترة من 7.0 إلى 3.7 لكل ألف.
قدّر تقرير الجرائم الموحد لعام 2018، الذي يقيس حالات الاغتصاب المعروفة لدى الشرطة، أنه أُبلغ عن 127,258 حالة اغتصاب إلى الجهات القانونية سنة 2018. وقدّر الاستطلاع الوطني بشأن ضحايا الجرائم لعام 2016، الذي يقيس أعداد الاعتداءات الجنسية والاغتصاب التي ربما لم يُبلغ عنها، أنه يوجد 431840 حالة اغتصاب أو اعتداء جنسي سنة 2015.
أما الاستبيانات الحكومية الأخرى، مثل الدراسة المتعلقة بالاعتداء الجنسي على النساء في الجامعات، فقد انتقدت نظام الاستطلاع الوطني على أساس أنه يشمل الأفعال التي تعدها الضحية جرائم فقط، وأشارت الدراسة إلى أن عدد ضحايا الاغتصاب الفعلي أكبر بكثير. وتشير التقديرات الواردة من مصادر أخرى عادةً إلى مستويات أعلى بكثير من الاغتصاب والاعتداء الجنسي سواء من الاستطلاع الوطني أو تقرير الجرائم الموحد. كشفت دراسة أُجريَت سنة 2010 بواسطة مراكز مكافحة الأمراض إن نحو واحدة من كل خمسة نساء وواحد من كل 71 رجلًا -واحد من أصل 21 رجلًا أُجبروا على اختراق شخص آخر جنسيًا- قد اغتُصِبوا أو تعرضوا لمحاولة اغتصاب في حياتهم. من المُرجَّح أن تساهم الاختلافات في عينات الاستبانة وتعاريف الاغتصاب والاعتداء الجنسي، وصياغة أسئلة الاستطلاع في هذه الاختلافات في الأعداد، ولا يوجد إجماع حتى اليوم على طريقة مُثلى لقياس حالات الاغتصاب والاعتداء الجنسي. ويُعتقَد أن الاستطلاع الوطني وتقرير الجرائم الموحّد يُقللان من عدد حالات الاغتصاب والاعتداءات الجنسية بدرجة ملحوظة.
واستنادًا إلى البيانات المتاحة، فإن 21,8% من حالات الاغتصاب التي تتعرض لها النساء في الولايات المتحدة هي حالات اغتصاب جماعية.

### التحول في شكل الجريمة
على مدى العقود الأربعة الماضية، لوحظ أن معدل حالات الاغتصاب في انخفاض. وفقًا للدراسة الاستقصائية الوطنية لضحايا الجرائم، فقد انخفض مُعدل الاغتصاب السنوي للفرد الواحد من نحو 2.4 لكل ألف شخص -بعمر 12 عامًا فأكثر- سنة 1980 -أي أن 2.4 شخص من كل ألف شخص بعمر 12 عامًا فأكثر قد اغتُصِبوا سنة 1980- إلى نحو 0.4 لكل ألف شخص سنة 2003، ما يعني انخفاضًا بنسبة 85%. توجد عدة تفسيرات محتملة لهذا الأمر، تتضمن ازدياد صرامة القوانين والتوعية بشأن أمن المرأة وحمايتها.